# Max Amann (waterpolista)
Max Amann   (Magdeburg, 19 de gener de 1905 - 24 de desembre de 1945) va ser un waterpolista i nedador alemany que va competir durant la dècada de 1920 i 1930.
El 1928 va prendre part en els Jocs Olímpics d'Amsterdam, on va guanyar la medalla d'or en la competició de waterpolo. Membre del SC Hellas Magdeburg, guanyà 8 campionats nacionals de waterpolo entre 1924 i 1933 i el de 4x100 relleus per estils de 1924.